# 鐵達尼號救生艇

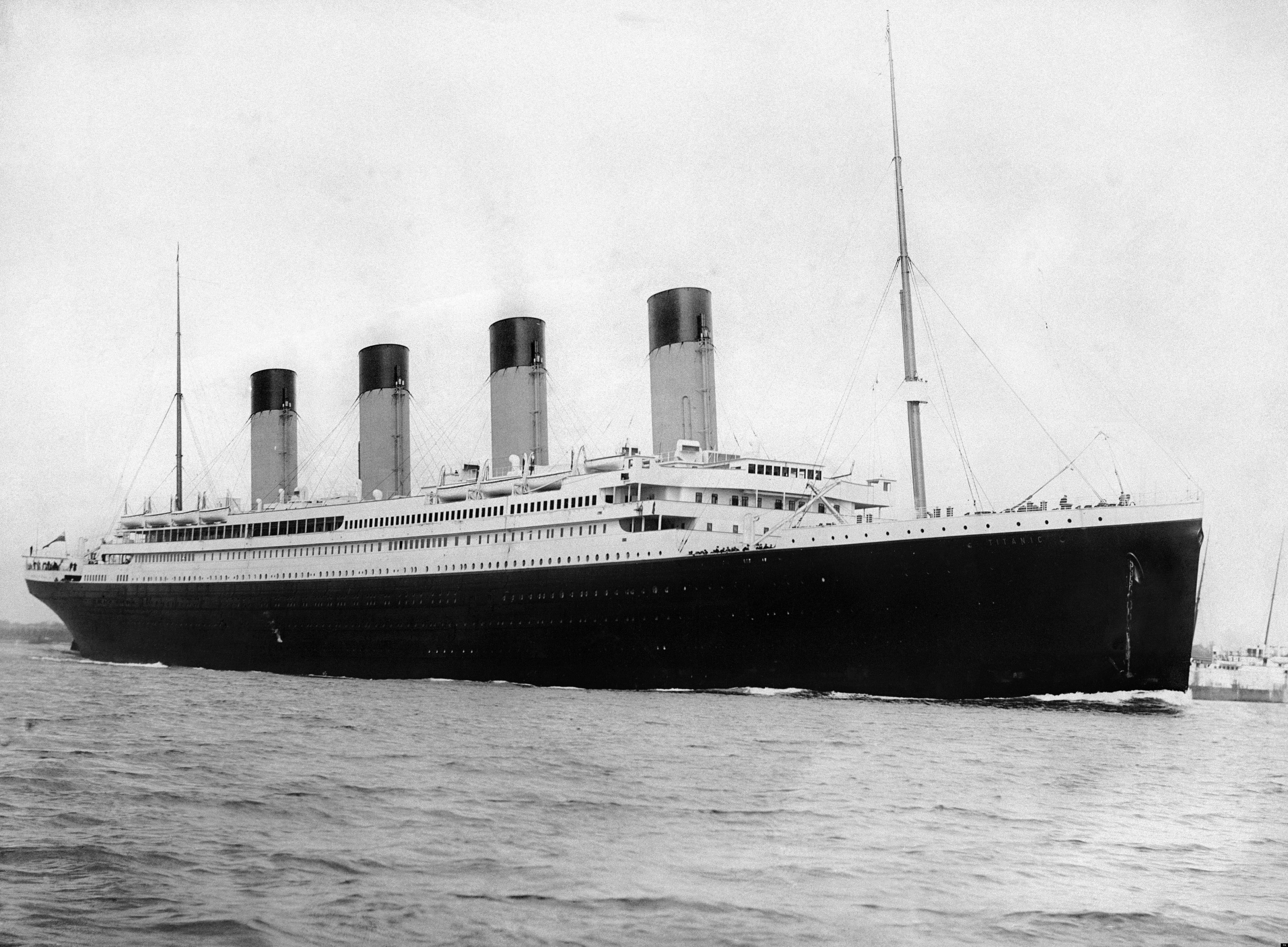
鐵達尼號上的救生艇沿右舷側甲板（頂層甲板）可看見8艘救生艇——4艘靠近艦橋、4艘靠近4號煙囪。

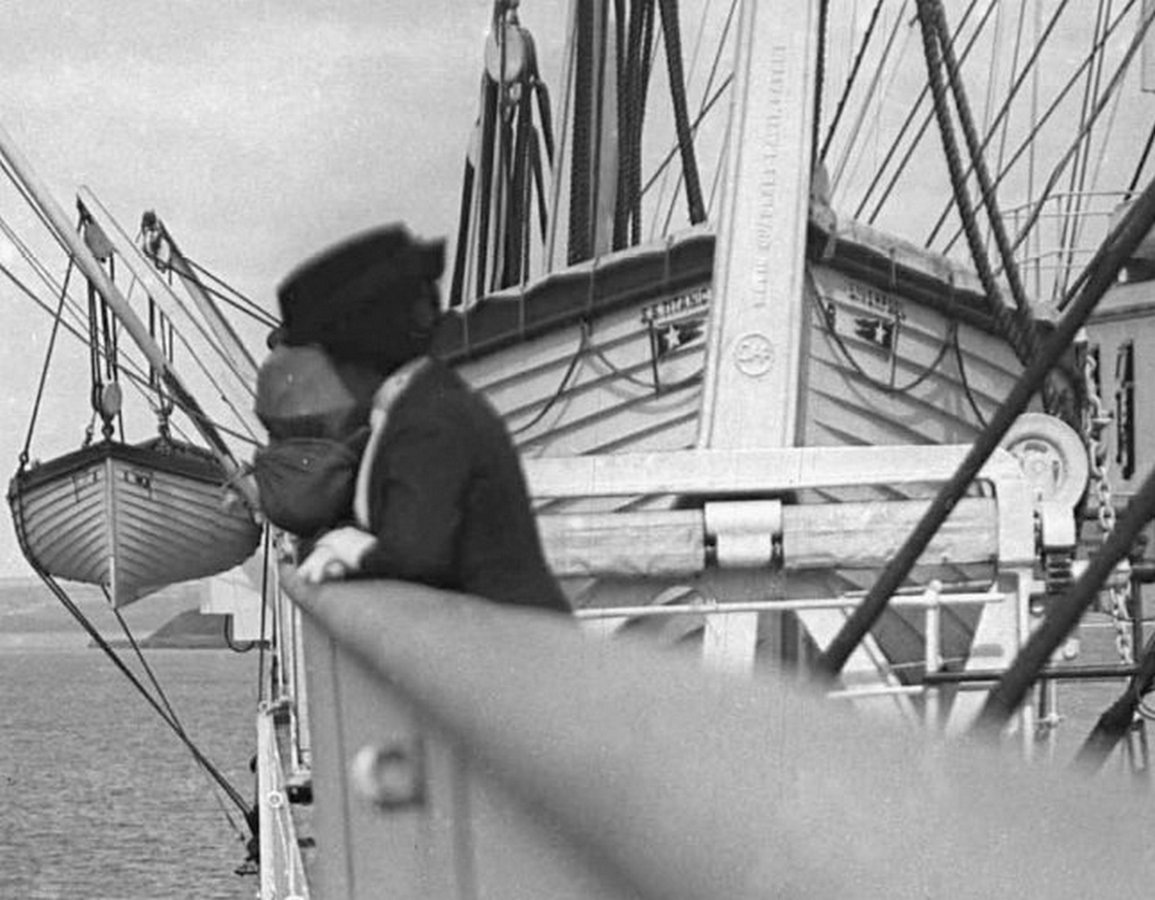
從鐵達尼號左舷小艇甲板拍攝的照片，右半邊是8號救生艇，懸掛在外側的是2號救生艇。

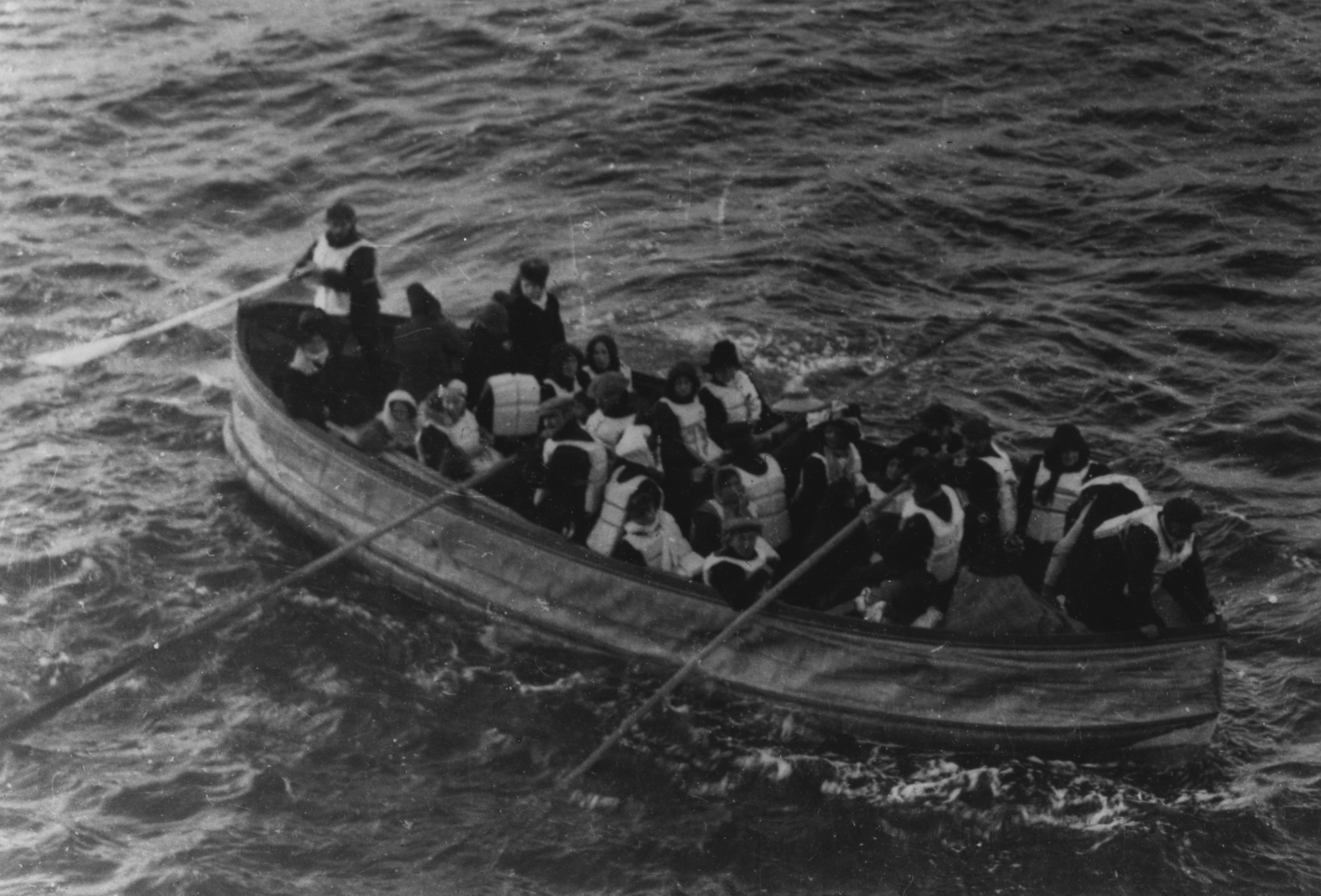
1912年4月15日7時15分，從卡柏菲亞號甲板上拍攝的D折疊艇。

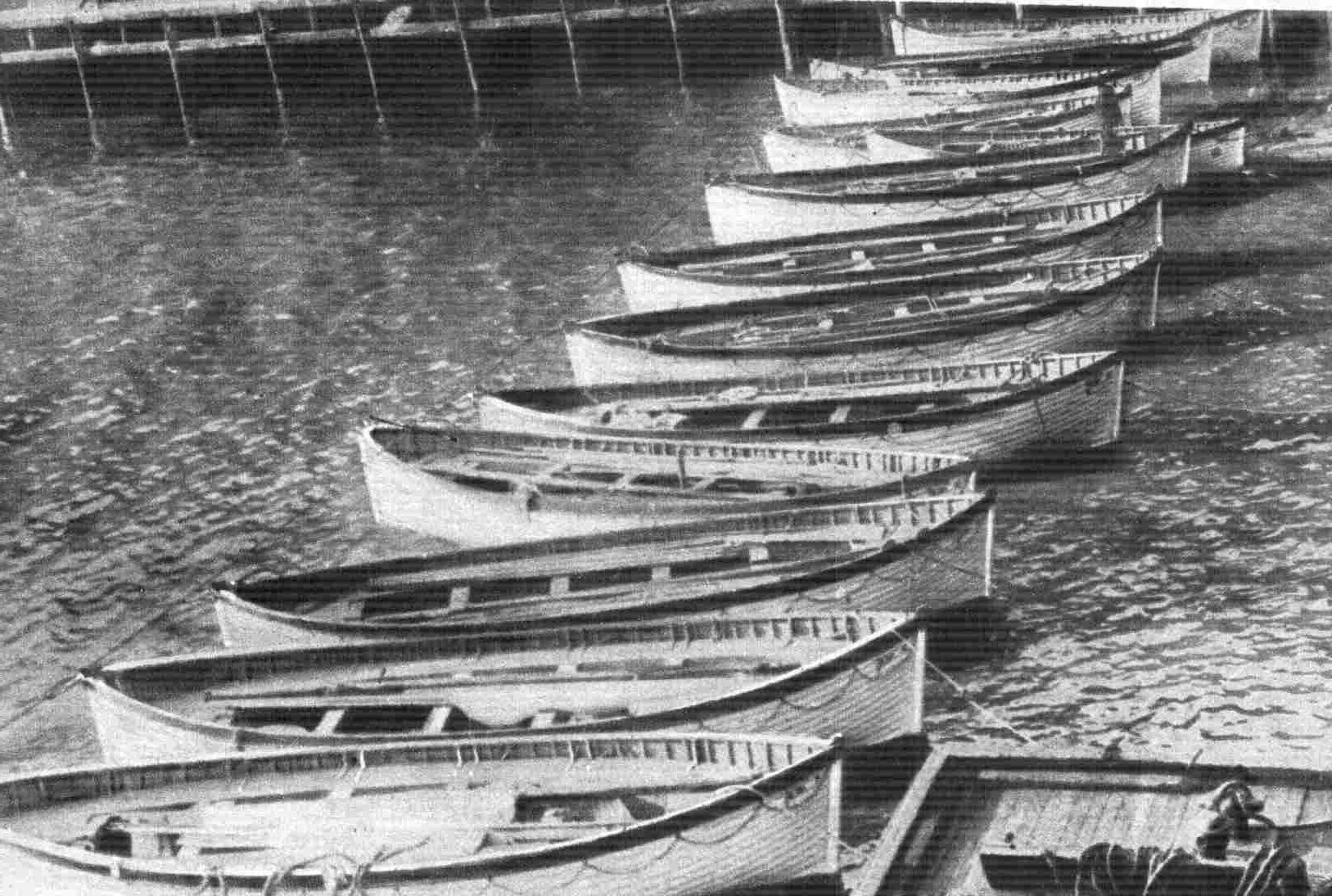
1912年4月，沉沒事故後集中在紐約港的鐵達尼號救生艇。

鐵達尼號救生艇（英語：Lifeboats of the RMS Titanic）在1912年4月14日至15日的災難中發揮了至關重要的作用，鐵達尼號最大的爭議之一是救生艇數量不足，這20艘總共可容納1,178人，僅為船上人數的一半，當時有2,224人在船上。事故撤離期間使用了18艘救生艇，在4月15日0時許至2時15分之間裝載下水，最終A折疊艇淹水，B折疊艇翻覆，這2艘都來不及正確架起帆布邊。許多救生艇的搭乘人數只佔其最大容量的一半；關於救生艇半滿的說法有很多版本。一些消息來源表示他們害怕救生艇在重量下挫曲，其他人則認為這是因為船員們遵循嚴格的海上傳統，優先疏散婦女和兒童。很少有男性獲准登上左舷一側的救生艇，而右舷在婦女和兒童都登艇後，會允許一些男性坐進去。最後下水的11號救生艇超載，乘客注意到水線已經靠近邊緣。13號和15號救生艇則是滿載。
當許多半滿的救生艇遠離沉船時時，它們太遠而無法讓其他落海乘客到達，並且由於乘客或船員不希望被溺水的受害者弄翻救生艇，拒絕回去救人，大多數救生艇都沒有返回沉船現場。只有2艘救生艇返回尋找倖存者，其中一些獲救者後來死亡。卡柏菲亞號在4時許抵達現場，也就是鐵達尼號沉入海底2小時後，救援工作一直持續到8時30分，才救起全部救生艇上的人員。生還率最高的是二等艙孩童和頭等艙女性，死亡率最高的是二等艙男性和三等艙男性。
雖然沉沒事故顯示救生艇的數量不足，但鐵達尼號符合當時的海上安全規定（儘管鐵達尼號遇難證明了這些大型客輪的法規已經過時）。調查還顯示，白星航運希望甲板上的救生艇數量更少，為乘客提供一覽無餘的視野，並從外觀上賦予船舶更多的美感。當時大西洋航線非常繁忙，而且船隻都有裝設電報機，需要救援時一定會有船隻在附近，所以英國人認為救生艇是用來「運送」而不是「避難」。而且鐵達尼號在4個水密艙室被破壞的情況下，也能保持長時間漂浮，讓乘客和船員安全轉移到其他船隻上。因此，造船廠和航運公司從未預想過所有乘客和船員要同時迅速撤離。
鐵達尼號的船員在使用吊艇架方面訓練不足、乘客起初不願登艇、救生艇下水緩慢，而且只有載一半的人便撤離，因此實際避難人數比救生艇的容納量更少。1912年4月15日2時20分，仍有大約1,500人沒有登上救生艇，當鐵達尼號沉沒在北大西洋時，大約705人在救生艇上，其中大部分是婦女和兒童，他們一直待在救生艇上，直到卡柏菲亞號在日出後抵達，在4小時30分鐘的時間內陸續救起，還有13艘救生艇也被帶上船。救生艇也送回紐約港的白星航運辦事處，因為它們是沉船中唯一留下的物品，但隨著年代過去，這些救生艇逐漸消失在歷史上，部分配件被販售或展出。

## 數量・類型・材質・尺寸・附加裝備
鐵達尼號有20艘三種不同類型的救生艇：
- 14艘瓦疊式（英语：Clinker (boat building)）木殼救生艇，長9.14公尺、寬2.77公尺、深1.21公尺，內容量為18.55立方公尺，它的設計可讓65人乘坐。方向舵由榆樹製成——因為它的抗裂性高——而且厚度為4.4公分。救生艇外部裝有「救生繩」，可讓落海者抓住[3][4]。配備了各種設備來幫助乘客，包括10支槳、1個帆布製袋形錨、2個戽斗、1個46公尺長的小索、1個艇鉤、2個45公升的淡水水箱、1組桅杆和帆、1個指南針、1個照明燈和裝有餅乾的防水金屬罐[5]。由於防盜措施，這些設備沒有存放在救生艇上，而是放在小艇甲板上的上鎖置物箱裡。在許多情況下，這些設備在4月15日下水時沒有轉移到救生艇上，最後又隨著鐵達尼號一起沉沒[4]。救生艇上還可以找到毯子和備用救生圈。許多海官和船員顯然不知道，這些救生艇的龍骨是以鋼樑加固，可以防止救生艇在滿載下的吊艇架中挫曲。
- 2艘簡易式（英语：Cutter (boat)）木殼救生艇，長7.68公尺、寬2.19公尺、深0.97公尺，內容量為9.1立方公尺，它的設計可讓40人乘坐[6]。它們的設備與瓦疊式木殼救生艇相似，但只有1個艇鉤、1個淡水水箱、1個戽斗和6支槳[7]。
- 4艘折疊式軟木帆布救生艇，長8.38公尺、寬2.43公尺、深0.91公尺，內容量為10.66立方公尺，它的設計可讓47人乘坐。以吉貝木棉和軟木構成船型主體，具有厚帆布側面，使用時可以架起，形成完整的救生艇[6]。設備與簡易式木殼救生艇相似，但它們沒有桅杆或帆，每艘有8支槳，並且使用轉向槳而不是方向舵操縱[7]。

主要的瓦疊式和簡易式木殼救生艇是由貝爾法斯特的哈蘭德與沃爾夫造船廠打造，同時裝備在鐵達尼號和她的姊妹艦奧林匹克號上。它們的設計旨在實現最大的適航性，採用雙端設計（實際上有兩個船首）。這降低了它們被海水淹沒的風險（防止海浪突破）。如果必須擱淺救生艇，該設計也能抵抗打上來的海浪。另一個安全特徵是船體兩側裝有密閉銅罐，提供了額外浮力。

## 分布位置・使用情形

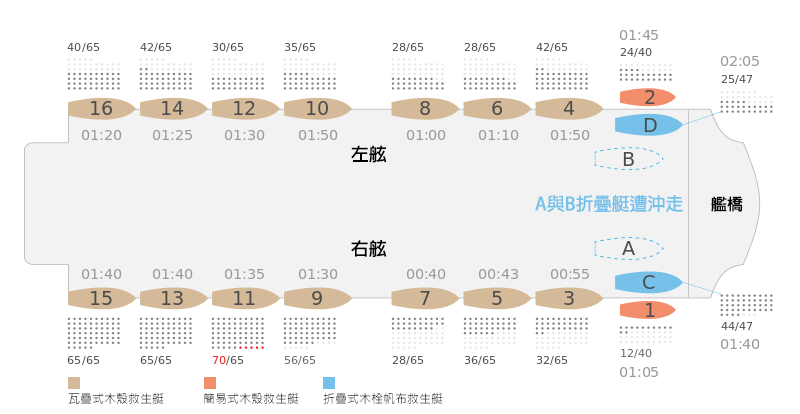
鐵達尼號上左舷側（Portside）和右舷側（Starboard）的救生艇分布位置、降下時間和最終乘載情況。海水沖走的A與B折疊艇成為約50名落海者最後的救命稻草。

除了A與B折疊艇之外，其它救生艇都位於鐵達尼號位置最高的小艇甲板上，它們位於甲板兩側的木製小艇座上，分布在前後兩端。2艘簡易式木殼救生艇位在艦橋後方，左右舷各1艘；它們懸掛在吊艇架並搖至鐵達尼號的外側，隨時可以立即下水使用，例如需要營救一個落海者。救生艇在右舷側編號為奇數、左舷編號為偶數，由前往後分配號碼，而折疊艇的編號為A、B、C、D。
4艘折疊艇存放在兩個不同位置——C與D折疊艇收藏在小艇甲板上，位於簡易式木殼救生艇下面；而A與B折疊艇固定在海官起居艙頂部，靠在1號煙囪旁邊。儘管在鐵達尼號下沉過程中，C與D折疊艇都順利掛上吊艇架並載人下水，但A與B折疊艇的存放位置已經證明非常糟糕，它們位於甲板上方2.4公尺的地方，啟用時需要放置一件專用設備，位於船首的水手長倉庫。然而4月15日事故期間，要啟用它們時船首已經淹沒在海裡，無法進入倉庫。當小艇甲板也開始淹水時，A與B折疊艇是由眾人合力推落的，然後隨著海水漂流。
吊艇架是由倫敦的維琳吊桿工程有限公司生產，所有木殼救生艇都將透過這個設備下水。吊艇架採用高效的雙邊作用設計，能夠從內側懸掛（懸掛在甲板上）以及外側（懸掛在側面）以拾取額外的救生艇。鐵達尼號上的吊艇架能夠容納64艘救生艇，但實際上只安裝了16艘救生艇。4艘折疊艇也打算透過吊艇架下水。每個吊艇架都有兩支吊臂，支撐著一艘救生艇的前臂和下一艘救生艇的後臂。每個吊艇架的龍骨上都有一組繫樁和滑輪裝置，以便於降下救生艇，並且可以同時在甲板上進行下降，這樣許多人就可以在每艘救生艇上同時工作並吊裝在吊艇架上。但它們只能手動降下，最好是由一個8〜10人組成的團隊來執行。儘管鐵達尼號擁有許多電動絞盤，但它們只能用於將救生艇從水中絞起來。

## 數量短缺・法規與觀念過時・操作演習不足

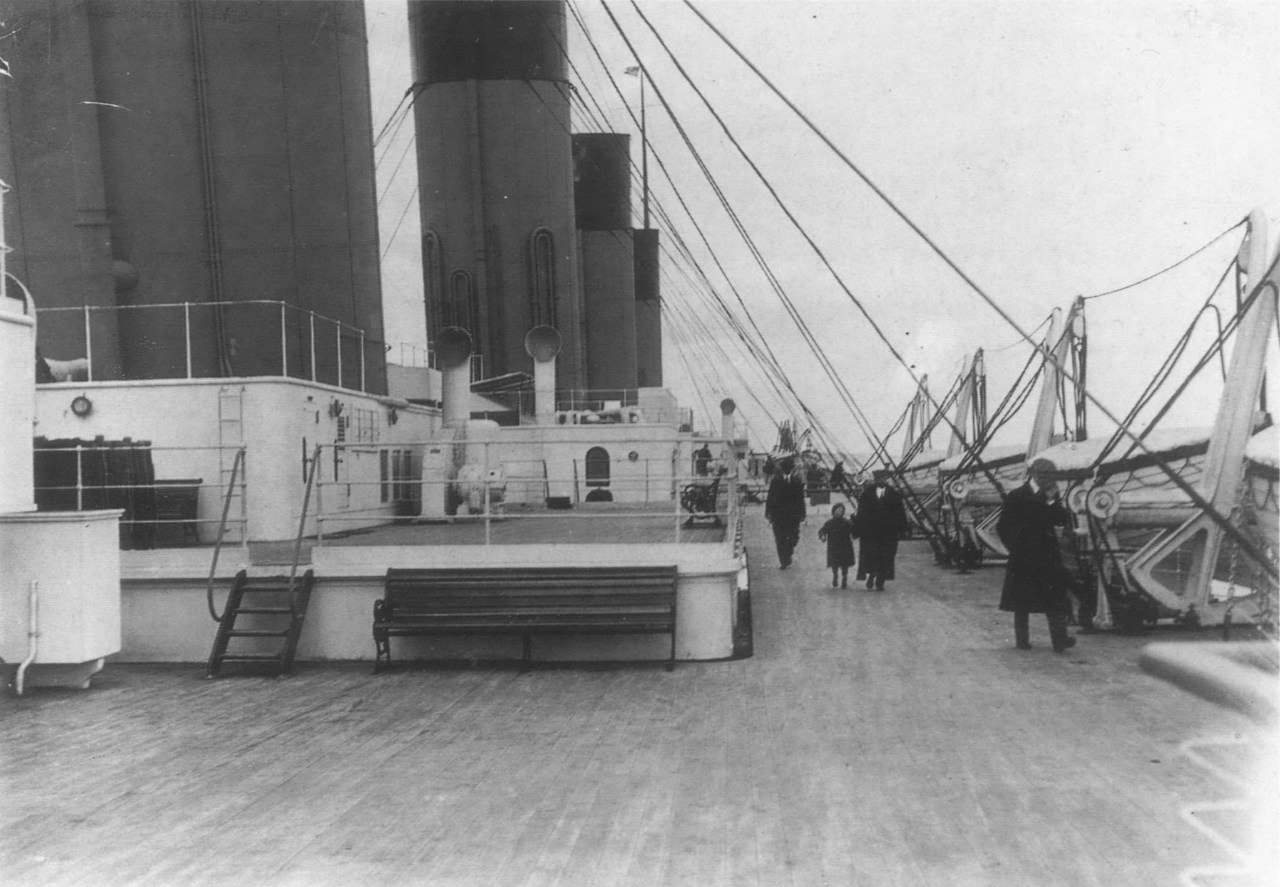
鐵達尼號二等艙的小艇甲板，可顯示救生艇平時的存放狀態。

鐵達尼號沒有攜帶足夠的救生艇來疏散船上的每個人，不到該船救生艇運載上限的三分之一。如果按照甲板設計，盡可能的多攜帶救生艇，最高可以多疏散大約53%的船上人員。救生艇的短缺不是因為存放空間不足，鐵達尼號的設計可容納多達68艘救生艇——也不是因為成本，鐵達尼號造價高達750萬美元，1艘救生艇的成本只佔500美元。數量短缺主要歸因於過時的英國航運安全法規，以及白星航運的過度自信。
1886年，英國貿易委員會為當時的商船制定了安全規定。這些更新隨著《1894年商船法案》的通過而進行了修改，但到了1912年就出現了致命的缺陷——它們目的是管制容積總噸達10,000噸以上的船隻，這一噸位限制早已被造船商遠遠超越。相比之下，鐵達尼號的容積總噸為46,328噸。其他船隻也是類似情況；在超過10,000噸的39艘英國船隻當中，有33艘沒有攜帶足夠的救生艇（其中只有6艘船隻的重量稍微高於10,000噸，其餘皆遠遠超越）。卡爾馬尼亞號的情況可能是最懸殊的，救生艇數量只能載上29%的乘客。英國以外的船隻，例如德國客輪亞美利加號和聖路易斯號，同樣只有大約54-55%的船上人員擁有足夠的救生艇空間。
隨機抽樣1912年超過10,000噸的船隻，根據美國、加拿大和歐洲眾多不同的航運公司的數據顯示，最能滿足船上人數與救生艇比例的船隻是法國大西洋海運公司的普羅旺斯號，該船可容納82%的乘客人數。美國作家沃爾特·路德在其1987年出版的《那一夜的生命》（The Night Lives On）一書中指出，奧林匹克級郵輪上救生艇短缺可能與經濟學有關，而不是人們想像的那樣。如果奧林匹克號和鐵達尼號配備了足夠的救生艇，那麼新聞界可能會因此注意到其他噸位較小、也許安全性較差的客輪缺乏足夠的救生艇。這可能會產生多米諾骨牌效應，導致外界普遍要求對航運救生設備制定更嚴格的規定，這會使許多航運公司花費相當多的資金來應對。
《1894年商船法案》要求，一艘10,000噸或以上的船隻應攜帶16艘救生艇，總容量為272.5立方公尺，足以容納960人。鐵達尼號實際上還攜帶了超過規定所需的救生艇。她的救生艇總容量為320.77立方公尺，理論上可以容納1,178人。《1894年商船法案》規定的救生艇尺寸應在4.9-9.1公尺之間，最小容量為3.5立方公尺。大致上，若將立方容量除以10，即表示每艘救生艇上可以安全承載的人數，法案還規定了救生艇船體中的密閉浮力艙大小，每位人員對應0.028立方公尺的密閉浮力容量。實際上，法案規定的容量標準形同虛設，因為如果將救生艇填滿到其指定的容量，則一些乘客需要站立才行。而且事實上，這確實發生在最後一批撤離鐵達尼號的救生艇上；在隨後的英國沉船專員鐵達尼號沉沒調查中，鐵達尼號二副查爾斯·萊托勒作證說，法案規定的容量標準只能在「最有利的條件下」應用於「絕對平穩的水中」。在典型條件下，每艘救生艇的適當容量其實只有40人左右。
鐵達尼號和其姊妹艦能夠攜帶的救生艇數量，比實際提供的還要多出三倍，最多可達64艘。在設計階段，哈蘭德與沃爾夫造船廠的前首席造船工程師、時任造船廠總經理的亞歷山大·卡萊爾提交一份64艘救生艇的計劃。造船廠後來將這個數字刪減到32艘，並且在1910年3月再次刪減到16艘，亞歷山大·卡萊爾就此決策提出異議，他最終退出了設計團隊。而白星航運也更傾向於甲板空間的最大化，提供乘客視野上的享受。當時的水手和造船廠對救生艇在緊急情況下的實用性缺乏認識，並認為致力於使船舶「永不沉沒」更為重要。蘇格蘭造船專家阿奇博·坎貝爾·霍爾姆斯在鐵達尼號沉沒事故六年後發表了他的評論，表明「每艘船應該是她自己的救生艇」的觀點仍然存在——他在1918年發表一篇關於造船應用的文章中，解釋救生艇短缺的原因：
| “ | 鐵達尼號救生艇僅能提供一半疏散力的事實不是故意疏忽，而是根據一項酌量商討後的政策，即船隻的水密艙室經過了最新設計，其安全性超出了預估範圍。即使可能發生預料中最嚴重的事故後，先進的水密艙室可確保她仍然漂浮在海上，這對救生艇的需求幾乎不存在了，因此可以省去大量的救生艇。 | ” |

白星航運從未設想——所有船員和乘客必須立即撤離，因為公司認為鐵達尼號幾乎不可能沉沒。救生艇僅用來將乘客從船上「轉移」到附近提供援助的船隻上，而不是用來「避難」。當鐵達尼號正在建造時，公司旗下的共和號的碰撞事故似乎印證了這種方法。1909年1月23日，共和號與勞埃德義大利航運的客輪佛羅里達號發生嚴重碰撞並下沉。儘管她沒有提供足夠的救生艇，但所有乘客都獲救了，因為這艘船能夠維持足夠長的漂浮時間，以便將船上人員運送到協助的船隻上。基於這一事實，後來在鐵達尼號遇難後，導致外界強烈譴責加州人號的船長史丹利·洛德，美國參議院鐵達尼號沉沒調查及英國沉船專員鐵達尼號沉沒調查都認為，如果加州人號聽到鐵達尼號的遇險呼叫，在完全沉沒之前趕到現場、透過救生艇進行轉移，他們就可以拯救許多人。在這種情況下，鐵達尼號的救生艇足以將乘客按計劃運送到安全地點。但值得注意的是，即使在最佳條件下，兩艘船之間的乘客轉移也是一個漫長而艱鉅的過程。災難發生後的早晨，卡柏菲亞號花了四個多小時來接收所有鐵達尼號的救生艇。在1909年共和號事故時，花費將近半天的時間把所有乘客運送到救援船上；1956年義大利客輪安德烈多利亞號發生碰撞事故時，花了將近8個小時將所有乘客送往安全地區。與鐵達尼號相比，兩艘客輪都以較慢的速度下沉（大約半天），而鐵達尼號在與冰山相撞2小時40分鐘後就完全沉沒。
雖然鐵達尼號的救生艇明顯供應不足，但船員接受的救生艇操作訓練也是如此。在鐵達尼號停靠時，只進行了一次救生艇演習。這是一個粗略的演示，包括降下2艘救生艇，每艘有1名副官和4名男子，然後他們在碼頭上做了划船動作便返回船上，過程只有幾分鐘。這些救生艇上應該要備有應急物資，但是鐵達尼號的乘客後來發現只是部分供應。自從鐵達尼號離開南安普敦後，便沒有進行過任何救生艇或消防演習。在4月14日星期天早上——也就是撞上冰山的當天，已安排救生艇演習，但是後來取消，據稱是因為船長愛德華·約翰·史密斯想要在他退休之前，提供最後一次星期天的服務。
船員的應急操作清單已經張貼在船上指定位置，將船員分配到特定的救生艇，但很少有人閱讀或已經知道他們應該做的事情。此外，大多數船員都不是海員，沒有海上經驗，甚至有些船員根本沒划過船。他們突然要面臨20艘救生艇的協調、1,100名乘客的運載、在船舷兩側（高達21公尺）緩慢降下乘客的複雜任務。災難歷史學家湯瑪斯·伯索爾（Thomas E. Bonsall）曾評論說，疏散組織和領導能力如此糟糕，「即使他們有充足的救生艇數量，但由於時間不夠，他們連讓全部救生艇下水都辦不到」。

## 下水撤離
| 救生艇撤離時載人數 | 救生艇撤離時載人數 | 救生艇撤離時載人數 | 救生艇撤離時載人數 |
| ------------------ | ------------------ | ------------------ | ------------------ |
| 編號               | 人數               | 編號               | 人數               |
| 2                  | 24                 | 1                  | 12                 |
| 4                  | 42                 | 3                  | 32                 |
| 6                  | 28                 | 5                  | 36                 |
| 8                  | 28                 | 7                  | 28                 |
| 10                 | 35                 | 9                  | 56                 |
| 12                 | 30                 | 11                 | 70                 |
| 14                 | 42                 | 13                 | 65                 |
| 16                 | 40                 | 15                 | 65                 |
| B                  | －                 | A                  | －                 |
| D                  | 25                 | C                  | 44                 |
| 左舷總計           | 294                | 右舷總計           | 408                |

1912年4月14日23時40分，鐵達尼號撞上冰山。經過一小時後，即4月15日0時40分左右，第一艘救生艇開始降到海面上。一副威廉·默多克、三副赫伯特·彼特曼和五副哈羅德·羅威在右舷指揮；大副亨利·魏爾德和二副查爾斯·萊托勒在船長愛德華·約翰·史密斯的協助下於在左舷指揮；六副詹姆斯·穆迪在船尾協助指揮。4艘折疊艇是最後啟用的，因為在前方救生艇下水後，它們才能掛上吊艇架。
船長命令他手下的海官們「撤離婦女和兒童」。然而，這個命令各自有不同解釋——威廉·默多克認為這意味著女人和小孩「優先」登艇；查爾斯·萊托勒則擴大解釋為「只有」婦女和兒童可以登艇。如果沒有任何婦女和兒童等待撤離，查爾斯·萊托勒就會讓「仍空著位置的救生艇」下水。而如果附近所有的婦女和兒童都已經登艇，默多克會允許有限數量的男性登艇。這對鐵達尼號乘員的生存率產生了重大影響，他們的生存機會取決於「選擇在右舷或左舷」撤離。
災難後，每艘救生艇的乘客數量有兩個估計數字，一個是英國調查後統計的數字，另一個是生還者阿奇博·格雷西四世統計的數字，他從其他生還者那裡獲得報告和數據。然而，由於混淆和誤報，這兩個估計數字分別為854人和795人——遠遠超過確認的710名生還人數。在卡柏菲亞號抵達之前，部分乘客就在救生艇之間轉移過多次，以及在救生艇上死亡和獲得協助的落海者，讓數字更難準確統計。

### 7號救生艇（右舷）
7號救生艇是最早開始降下的，大約在0時40分左右。由一副威廉·默多克監督、五副哈羅德·羅威協助。它的容量為65人，但只有28人搭乘。此前兩名海官花費了數分鐘說服乘客登艇，但乘客們當時不願意照做。後來的美國參議院鐵達尼號沉沒調查證詞表明，指揮該艇裝載的海官認為，如果救生艇在降下時滿載，則會有挫曲和折斷的風險。他們計畫讓救生艇到達水面後，再划到梯口通道的門邊接載其他乘客，或者在海面上接載乘客。第一個計劃從未實現，第二個計劃只發生一次。大部分船員都沒有意識到——救生艇的龍骨事實上有經過加強，可以防止它在吊艇架中挫曲。此外，哈蘭德與沃爾夫造船廠的設計部主管愛德華·威爾丁（Edward Wilding）證實救生艇已經通過了安全性測試，能夠承受相當於70人的重量。然而，測試結果並沒有傳達給鐵達尼號的船員。白星航運的海官和船員持續教育和培訓課程中存在很大程度的疏忽，特別是當晚發射的遇險訊號彈間隔時間不當（規則要求每隔一分鐘發射）。
救生艇在沒有塞子的情況下水，導致海水侵入船底。正如吉布森後來所說的那樣，乘客們用一些衣物把洞補上。救生艇上的人也因此不得不坐在冰冷的水中浸泡幾個小時。當鐵達尼號於2時20分完全沉沒時，救生艇所有的乘客都聽到數百人大聲呼救的聲音，吉布森表示這聲音「直到我死去的那一天都忘不了」。喬治·霍格想回頭去接那些呼救的落海者，但被救生艇上的乘客抗議喝止。他們漂流了一段時間，直到他們和5號救生艇靠近，負責後者的三副赫伯特·彼特曼決定將一些乘客轉移到7號救生艇。這兩艘救生艇之後便捆綁在一起，直到他們分頭登上卡柏菲亞號。

### 5號救生艇（右舷）
一副威廉·默多克、五副哈羅德·羅威、三副赫伯特·彼特曼和白星航運董事長約瑟夫·布魯斯·伊斯梅都在協助5號救生艇，它於0時43分撤離。主要是載婦女和兒童。小艇甲板上的大多數人都沒有意識到情況的嚴重性，甚至沒有嘗試登艇。後來成為罹難者的約翰·雅各·阿斯特四世當時說：「我們在這裡比在那條小船上更安全」。伊斯梅還穿著拖鞋和睡衣，敦促三副赫伯特·彼特曼開始讓婦女和兒童塞滿這艘小艇。伊斯梅稍後從船長那裡返回，要求女侍海帕蒂亞·麥凱倫登艇示範安全性。最後，根據一副威廉·默多克的命令，只有36人登上5號救生艇，包括三副赫伯特·彼特曼在內。
5號救生艇在鐵達尼號側面的下水過程中，進展緩慢且面臨困難。由於油漆是全新的，新的繩索也很僵硬，當水手們將救生艇拉下放時，滑輪中的繩索會反覆黏住。華盛頓·道奇是其中一位觀看5號救生艇降下的人，他後來表示感到「不知所措」，這可能會讓他在救生艇上的妻子和兒子受到更大的危險，不如讓他們留在鐵達尼號上。伊斯梅揮動雙臂不斷喊著：「低一點，低一點」，五副哈羅德·羅威因此發脾氣大罵：「你以為你能解決問題嗎？你想讓我降得更快是嗎？你會讓我害他們全部淹死」，被羞辱的伊斯梅沒有說什麼就走開了。最後，5號救生艇安全抵達海面。
在鐵達尼號完全沉沒後，三副赫伯特·彼特曼希望回到沉沒的地方，在水中救起落海者並宣布：「各位，我們現在回去殘骸那裡」，結果救生艇上的婦女們抗議，有一人要求：「不要回去！我們為什麼要以無用的方式救那些人？還要用我們的命去換？」，三副赫伯特·彼特曼屈服於乘客的抗議，這讓他在餘生中一直感到內疚。5號救生艇上的一些人後來轉移到7號救生艇上，當卡柏菲亞號抵達時，上面大約有30人。救生艇的乘客忍受了一個寒冷的夜晚。露絲·道奇特別受寒冷影響，舵手阿爾弗雷德·約翰·奧利弗因此把襪子給她：「我向你保證，女士，它們非常乾淨，我早上才穿的」。大約早上6時左右，卡柏菲亞號救起5號救生艇的人。

### 3號救生艇（右舷）
3號救生艇於0時55分降下，載有32人，由一副威廉·默多克命令幹練水手喬治·阿爾弗雷德·摩爾（George Alfred Moore）負責指揮該艇。同樣，上面大多數是婦女和兒童，最後允許一些男性坐進去。正如那天晚上多次發生的，男性乘客協助他們的妻子和孩子登艇然後站到後面，接受他們會隨船沉沒的命運。一個值得注意的例子是加拿大大主幹鐵路總裁查爾斯·海斯，他看著妻子瑪格麗特·海斯進入3號救生艇後就離開了甲板，並沒有試圖登上任何剩餘的救生艇。瑪格麗特·布朗後來在接受《紐約時報》採訪時描述了這一情況：
| “ | 整個過程非常拘謹正式，任何人都很難意識到這是一場悲劇。男女成群交談著。當船往一邊傾斜時，有些人笑了。樂隊一直在演奏...我可以看到男士們在甲板上讓女人挽著手，面帶微笑。這是一個奇怪的夜晚。這一切看起來像是一場戲，就像一場正在為表演會而進行的夢境，這看起來並不真實。男士們會說「妳先請」，他們讓一些女人感到自在並退後一步。 | ” |

有11名船員搭乘該艇。它在降下過程中遇到與7號救生艇相同的問題，繩索反覆卡在滑輪中，但最終安全抵達海面。在鐵達尼號沉沒之後，救生艇開始漂流，而無聊的女乘客則為了小事情而互相爭論。乘客們在寒冷中長時間等待，直到7時30分登上卡柏菲亞號。

### 8號救生艇（左舷）

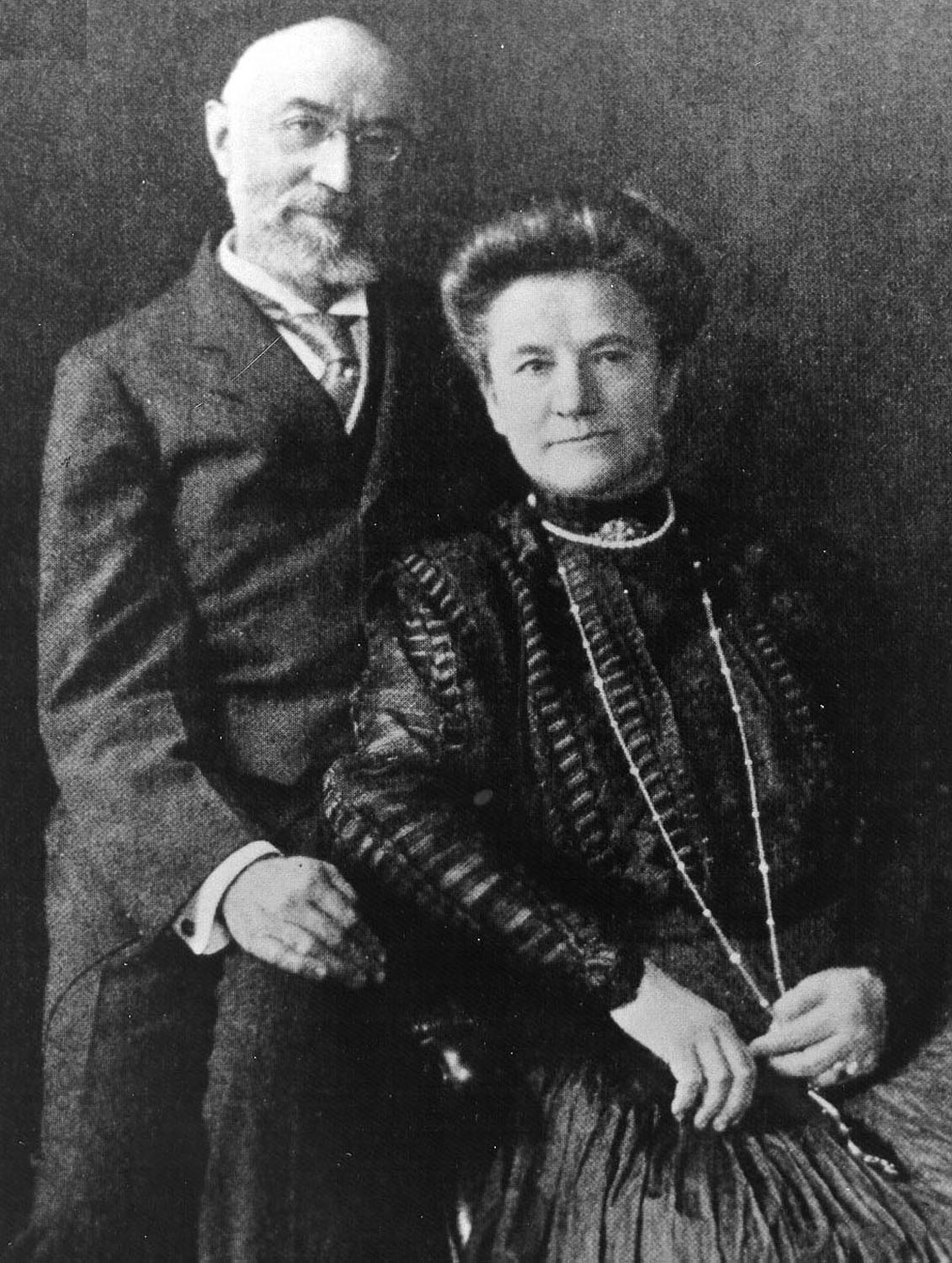
梅西百貨公司老闆伊西多·史特勞斯和他的妻子艾達·史特勞斯拒絕登艇，兩人最終罹難。

8號救生艇是左舷最早降下的，它在二副查爾斯·萊托勒的監督下裝載了28人，船長愛德華·約翰·史密斯和大副亨利·魏爾德協助，並於1時左右降下。指揮官要求紐約富商伊西多·史特勞斯的妻子艾達·史特勞斯加入一群準備登艇的人，但拒絕了，她說：「我不會與丈夫分開，因為我們已經一起生活這麼多年了，所以我們死也會在一起」。指揮官鑒於年齡原因向67歲的伊西多提出登艇要求，同樣拒絕了，他表示：「我不會比其他人先走」，其他人最後在甲板看到伊西多和艾達仍然坐在躺椅上。美國總統威廉·霍華·塔虎脫的軍事助理阿奇博·伯特護送瑪麗·格萊斯·揚登艇，她曾是前任美國總統老羅斯福三個孩子的音樂老師，後來回憶說，阿奇博·伯特「幫我裹著毯子，並且像我們乘坐汽車一樣小心翼翼的把我塞進去」，然後祝福她好運並告別，請她「回到家鄉讓人們記住我」。按照當代慣例，一些男子將其他單身女性護送到救生艇上。
鐵達尼號沉沒後，幹練水手湯瑪斯·瓊斯建議回去救人。只有三名乘客同意，其餘的人都拒絕了，他們擔心救生艇會被絕望的落海者弄翻。湯瑪斯·瓊斯默許了，但告訴他們：「女士們，如果我們中的任何一個人得救了，請記住我想回去。我寧願和他們一起淹死也不願離開他們」。乘客在隨後的幾個小時內的行為呈現出一些驚人的對比——羅瑟伯爵夫人是少數支持嘗試救援的乘客之一，她負責操縱舵柄並指揮其他人划槳。湯瑪斯·瓊斯後來稱讚她的行為：「比一個男人還有貢獻」，而且還給了她救生艇的號碼牌，作為紀念品。當美國作家沃爾特·路德採訪羅瑟伯爵夫人和湯瑪斯·瓊斯，請他們在歷史書籍《此夜永難忘》中描述沉船的經歷後，發現他們相互欽佩。相比之下，艾拉·懷特在美國參議院鐵達尼號沉沒調查中抱怨說，她對8號救生艇上的客房服務員阿爾弗雷德·喬治·克勞福德非常生氣，因為他吸菸。她特別憤慨的說，該服務員還對另一個人說：「如果你不閉上嘴，這艘船上就會少一個人！」。
8號救生艇的乘客在夜間划船，朝著地平線上的船隻燈光方向划船，但是在拂曉時掉頭，當時卡柏菲亞號實際上是從相反的方向到達現場。他們離沉船現場的距離比任何其它救生艇都遠。大約早上7時30分左右，卡柏菲亞號救起8號救生艇的人。

### 1號救生艇（右舷）

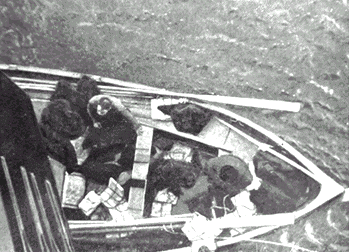
抵達卡柏菲亞號的1號救生艇。

1號救生艇在1時05分降下，是鐵達尼號的簡易式木殼救生艇之一，容量為40人，但是只載了12人，而且由於兩名乘客——科斯莫·達夫-戈登爵士和他的妻子露西·達夫-戈登夫人——給予金錢的行為，成為災難後最具爭議的事件之一。在1號救生艇的12人中，7人是船員，其餘5人是頭等艙乘客。然而，它的搭乘人員並沒有偏離一副威廉·默多克對「婦女和兒童優先」命令的解釋。他已經允許幾個已婚夫婦和單身男子登上救生艇。科斯莫·達夫-戈登爵士與他的妻子和她的秘書勞拉·梅貝爾·弗蘭卡泰利一起站在小艇甲板上，看著其他三艘救生艇陸續下水，當1號救生艇準備好時，爵士詢問默多克他們三人是否可以登艇，默多克允許，並指示兩名美國人、幹練水手和查爾斯·埃米爾·亨利·斯坦格爾登艇。然後，默多克命令瞭望員喬治·西蒙斯和一些機房人員登艇。隨著1號救生艇降下，生火員／加煤工沃爾特·赫斯特在下層甲板觀看過程，然後向一名船員說：「如果他們把小艇送到海面，他們可能會把一些人拉進去坐」。
1號救生艇還有大約28人的空間，但在鐵達尼號沉沒後沒有返回救援落海者。生火長查爾斯·奧斯克·亨德里克森告訴其他人：「我們應該回去接水中的任何人」，但沒有任何人支持他。至少有三名其他船員，以及爵士夫婦和斯坦格爾，都否認有任何人提出建議要回去現場，或反對任何提議。後來英國和美國的媒體特別廣泛的批評了這對爵士夫婦，認為他們面對災難時的冷酷無情。例如，正如鐵達尼號沉沒後，據報導，露西·達夫-戈登夫人對她的秘書說：「你的漂亮睡衣已經消失了」。生火員／加煤工威廉·羅伯特·霍蘭·波西回答她「不應該擔心失去財物，因為妳可以買更多」，波西提到所有船員都丟失了行李袋，他們的工資從沉沒的那一刻開始就泡湯了。達夫-戈登爵士回應說：「很好，我會給你5塊錢再買一個新的！」。在卡柏菲亞號上，達夫-戈登爵士按照他的承諾行事，發給救生艇上7位船員中的每人一張5英鎊的支票，總共35英鎊。當這一行為被公之於眾時，大多數媒體都將其解釋為賄賂，以防止船員返回沉沒現場拯救他人。英國沉船專員鐵達尼號沉沒調查專門調查了這一指控，但發現賄賂指控是沒有根據的。即便如此，媒體還是不斷傷害達夫-戈登爵士的名譽。

### 6號救生艇（左舷）

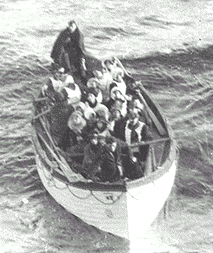
抵達卡柏菲亞號的6號救生艇，舵手羅伯特·希琴斯在最後面掌舵。

6號救生艇在1時10分降下，由二副查爾斯·萊托勒監督，根據它接近卡柏菲亞號時拍攝的照片，只有29人乘坐。舵手羅伯特·希琴斯和瞭望員弗雷德里克·弗利特一起負責指揮該艇。在降下時，船上乘客請求增派一名划槳手，因此二副查爾斯·萊托勒開始徵求有航海經驗的志願者。加拿大皇家遊艇俱樂部的少校亞瑟·戈弗雷·普烏欽走上前去，表明自己有航海經驗，因此加入6號救生艇，他是萊托勒唯一允許登艇的成年男性乘客。
一整夜，6號救生艇乘客之間的關係都很緊張。舵手羅伯特·希琴斯顯然對亞瑟·戈弗雷·普烏欽的存在感到不滿，也許是擔心這位男乘客會搶走指揮權。兩人發生爭吵，希琴斯不斷侮辱對方。當鐵達尼號沉沒時，普烏欽、瑪格麗特·布朗和其他乘客敦促希琴斯回去救援在水中掙扎的人們。希琴斯拒絕了，甚至命令划槳的人完全停止動作，他告訴所有人：「回去沒有用」、「那裡只有很多殭屍。現在活著的是我們，不是他們」。落海者們的呼救聲很快就消失了。布朗要求希琴斯讓婦女們划槳以便保暖。當他猶豫不決時，布朗忽略了他，開始指揮乘客開始划槳。希琴斯發出抗議並語出威脅，布朗告訴他保持安靜，否則她會把他扔到船外。其他人加入並支持布朗，也要求希琴斯安靜。但是希琴斯不斷罵髒話，震驚了加煤工喬治·佩勒姆（George Pelham，從16號救生艇轉來），他問希琴斯：「難道你不知道你在跟一位女士說話嗎」？布朗自己划了一支槳，輪流組織了其他女人，兩人輪流划一支槳。當布朗的英雄行為在媒體上發表時，外界稱她為「永不沉沒的莫莉·布朗」。布朗的領導得到海倫·邱吉爾·坎迪的支持，她在登艇時腳踝受傷，不過也有協助划槳。
6號救生艇最終與16號救生艇捆綁在一起，大約早上8時左右，卡柏菲亞號救起6號救生艇的人。伊莉莎白·珍·安妮·羅斯柴爾德一直抱著她的博美犬，卡柏菲亞號的船員最初拒絕將小狗帶上船，但羅斯柴爾德表明不會在沒有小狗的情況下登船。這隻博美犬是災難中倖存下來的三隻狗之一。

### 16號救生艇（左舷）
16號救生艇在1時20分降下，由六副詹姆斯·穆迪監督，搭乘40人。大多數船上的女性和兒童來自二等艙和三等艙。乘客之一的女侍維奧萊特·傑索普後來成為著名的生還者，因為她4年後以志願護士的身份登上鐵達尼號姊妹艦不列顛號，遭遇第二次嚴重沉船災難後生還。
奇怪的是，很少有證詞講述16號救生艇的故事。或者說，可能有一些與16號救生艇有關的採訪，但它們並沒有像其它救生艇那樣受到關注。乘客之一的卡拉·克莉絲汀·尼爾辛·安德森-詹森（Carla Christine Nielsine Andersen-Jensen）表示，16號救生艇降下過程很不穩定。整夜沒有遇到任何麻煩，直到日出後登上卡柏菲亞號。

### 14號救生艇（左舷）

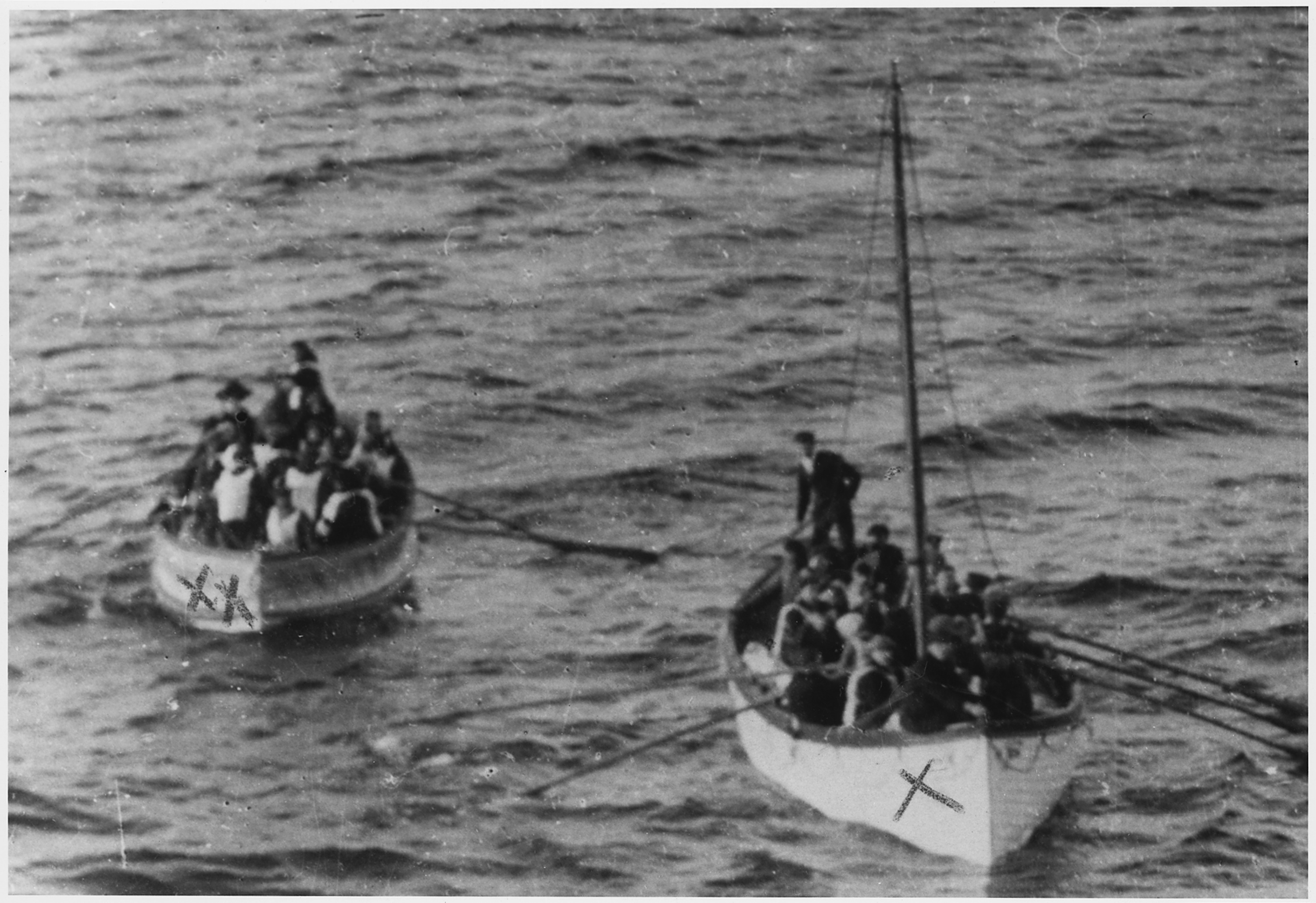
右邊為14號救生艇，站立者為五副哈羅德·羅威，該艇拖曳著D折疊挺。

14號救生艇在大副亨利·魏爾德、二副查爾斯·萊托勒和五副哈羅德·羅威監督下，於1時25分降下，乘坐42人。當時鐵達尼號開始明顯傾斜下沉，小艇甲板上的乘客開始恐慌推擠，五副哈羅德·羅威立即對空鳴槍三次，以控制人群、避免造成傷害。當14號救生艇降下時，一名年輕人攀爬並試圖躲在救生艇的座位下面。五副哈羅德·羅威持槍命令他離開，首先威脅要「把他扔下船」，然後呼籲他「像個男人，我們還有女人和孩子要救」。這位年輕人返回小艇甲板，絕望的等待命運。
鐵達尼號沉沒後，五副哈羅德·羅威將10號、12號、14號和D折疊艇集合在一起，並將14號救生艇的乘客轉移到其它救生艇上，然後組織一群志願者，把14號救生艇划回沉沒地點，試圖找到倖存者。當14號救生艇抵達時，大海遍佈因體溫過低而死亡的數百具屍體，他們最終救起四名男子（餐廳服務員哈羅德·查爾斯·威廉·菲利莫爾、頭等艙乘客威廉·費舍爾·霍伊特、三等艙乘客郎方和第四名不明身份者，可能是二等艙乘客艾米利奥·伊拉里奧·朱塞佩·普特盧皮。霍伊特獲救時口鼻流血，不久之後死在救生艇上。幾個小時後，五副哈羅德·羅威救出了A折疊艇上的倖存者，該艇瀕臨沉沒，並把他們帶到14號救生艇上。大約早上7時15分左右，卡柏菲亞號救起14號救生艇的人。

### 12號救生艇（左舷）
12號救生艇在大副亨利·魏爾德和二副查爾斯·萊托勒監督下，於1時30分降下，乘坐30人，過程中有一名男乘客從B層甲板跳進去。在沉沒之後，他們在水中待了一段時間，遇到了14號救生艇和其他船隻，然後開始接收了幾名乘客。當它在早上8時15分抵達卡柏菲亞號時，已經有74人乘坐。這也是卡柏菲亞號救助的最後一艘救生艇。

### 9號救生艇（右舷）
9號救生艇在一副威廉·默多克監督下（六副詹姆斯·穆迪可能在一旁協助），於1時30分降下，乘坐56人。水手長副手艾伯特·海恩斯和幹練水手詹姆斯·羅伯特·麥高夫負責指揮該艇。大多數乘客都是女性，當甲板周圍找不到更多女性時，有兩三個男性獲得允許登艇。一名恐慌的老年婦女拒絕登船，退回甲板。美國作家賈克·福翠爾的妻子莉莉·梅·福翠爾最初也不願意登挺，但她的丈夫告訴她「拜託，去吧！這是妳最後的機會！去吧！」之後，一名海官強迫她進入救生艇。美國富豪班傑明·古根海姆帶著他的法國情婦琳曼汀·寶蓮·奧巴特和她的女僕前往9號救生艇，之後和他的男僕維克托·吉利奧回到他的客房，兩個男人都脫掉救生衣，換穿晚禮服。古根海姆告訴一位服務員：「我們已經準備好了，就算沉沒也要像個紳士那樣。最嚴重的情況下，男人們會跟著沉沒。如果婦孺沒有足夠的船隻，我願意像個男子漢抬頭挺胸的留下來，我不會像畜生一樣死在這裡。告訴我的妻子，我直到最後都是光明磊落的。這艘船不會有任何女人因為膽小的古根海姆搶佔救生艇的位置而死在甲板上」。大約早上6時15分左右，卡柏菲亞號救起9號救生艇的人。

### 11號救生艇（右舷）
11號救生艇在一副威廉·默多克監督下，於1時35分降下，乘坐70人（唯一超載的救生艇），由舵手西德尼·詹姆斯·漢弗萊斯指揮該艇。當二等吸菸室服務員詹姆斯·威廉·奇塔姆·維特正在協助時，被一名歇斯底里的女乘客撞倒在救生艇裡。頭等艙乘客伊迪絲·露易絲·羅森鮑姆（駐巴黎的女裝日報記者）帶著她的玩具豬音樂盒，當一名船員將她的玩具豬誤認為是嬰兒時，將其扔進去，她就跟著跳進去了。這隻玩具豬現在收藏在倫敦國家航海博物館。二等艙乘客娜莉·貝克拒絕登艇後，一名海官將她的兒子和小女兒放在救生艇上。一副威廉·默多克最初禁止她進入，他認為救生艇已經超載，但最後她還是登艇了。然而在混亂中，她的大女兒露絲還留在甲板上，後來默多克指示她前往13號救生艇。
在到達海面時，11號救生艇幾乎被船側排出的水柱淹沒，這些瀑布般的水來自冷凝排管（為了抽出入侵的海水）。擁擠的乘客中有人開始發脾氣，其中一些人不得不站起來，用槳將救生艇推離船側。羅森鮑姆用她的玩具豬放出音樂，來安撫孩子們，從而減緩了一些爭吵。大約早上7時左右，卡柏菲亞號救起11號救生艇的人。

### 13號救生艇（右舷）

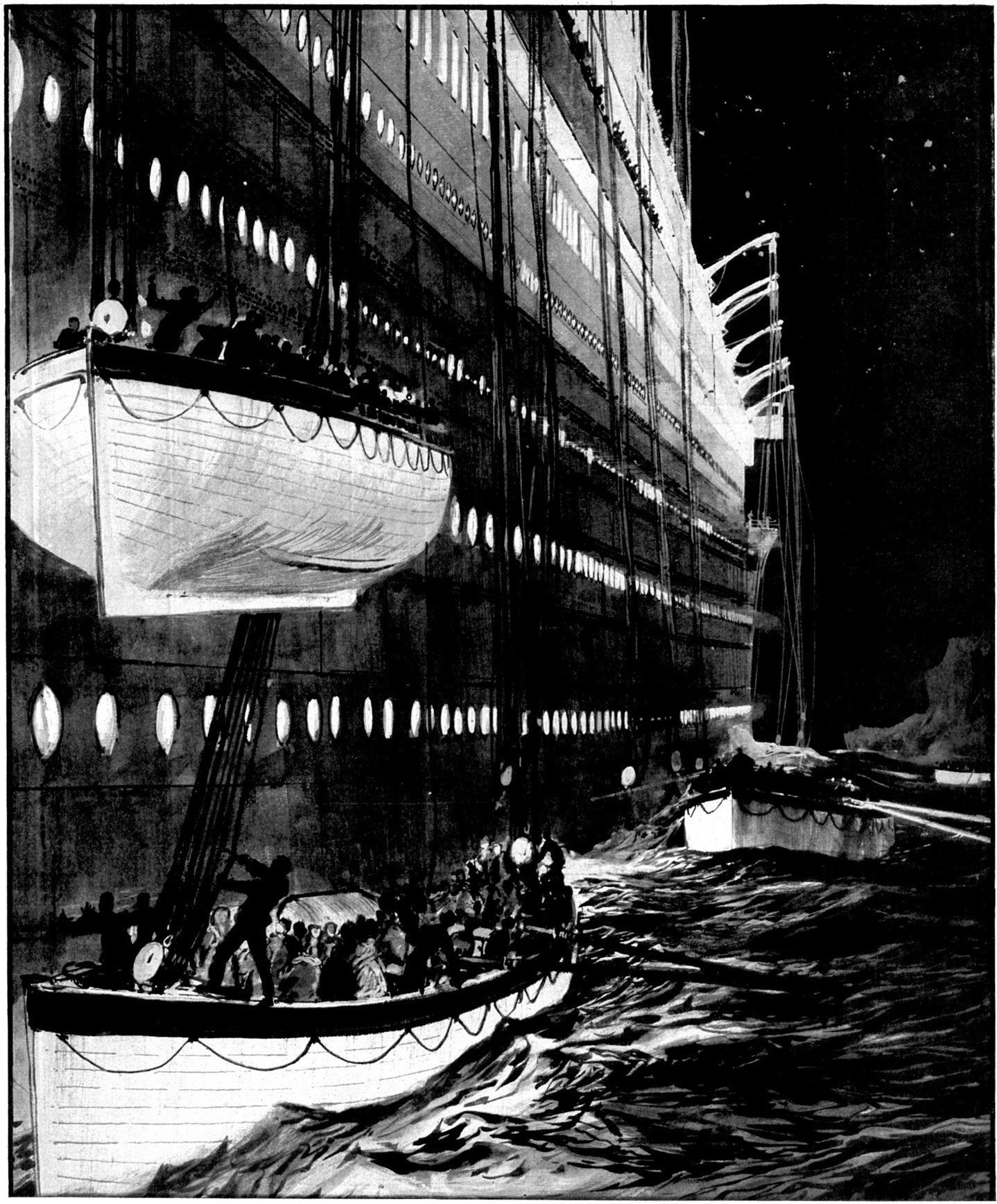
1912年英國畫家查爾斯·迪克森 (畫家)的插圖，描繪13號救生艇抵達海面後，幾乎與上方的15號救生艇碰撞。

13號救生艇在一副威廉·默多克和六副詹姆斯·穆迪的監督下，於1時40分降下，部分乘客是從小艇甲板上進入，另一部分來自A層甲板走廊，乘坐65人，由生火長弗雷德里克·威廉·巴瑞特指揮該艇。乘客主要是二等艙和三等艙的婦女和兒童，也包括英國教師勞倫斯·貝斯利，後來他寫了一本關於這場災難的暢銷書《殞命的鐵達尼號》（The Loss of the S.S. Titanic）。美國醫師華盛頓·道奇也坐這艘救生艇，早些時候已經將他的妻子和兒子送上5號救生艇。12歲的二等艙乘客露絲·伊莉莎白·貝克在混亂中沒有和她母親及弟妹登上超載的11號救生艇，後來由六副詹姆斯·穆迪安置在這艘船上。她把毯子從客房帶上救生艇，後來給那些一直穿著無袖內衣的生火員保暖。有些人根本不想登艇逃生，甲板上的一個女人變得歇斯底里，哭著說：「不要把我放在那條船上！我不想進入那條船！我長這麼大從來沒有坐過這種扁舟！」。餐廳服務員弗雷德里克·登特·瑞伊告訴她：「妳必須撤離，而且如果妳能安靜一點就好了」。
當它降下時，也幾乎被船側排出的水柱淹沒。乘客不得不用槳和繫桿將救生艇推離船側，所幸安全到達海面。由於遭排水沖洗，導致它漂流到15號救生艇下方，該救生艇幾乎和13號救生艇同時降下，最後以幾公尺的差距及時避開碰撞。13號救生艇上的繩索卡住了，不得不手動切割，才能安全遠離鐵達尼號。根據三等艙乘客布莉姬特·迪莉婭·麥克德莫特的說法，她從海面上撿回她的新帽子。大約早上6時30分左右，卡柏菲亞號救起13號救生艇的人。

### 15號救生艇（右舷）
一副威廉·默多克和六副詹姆斯·穆迪在13號救生艇降下的同時監督15號救生艇，並在一分鐘後到達海面，乘坐65人，由生火員法蘭西斯·戴蒙德指揮該艇。大約早上7時30分左右，卡柏菲亞號救起15號救生艇的人。

### C折疊艇（右舷）
大副亨利·魏爾德和一副威廉·默多克監督C折疊艇的撤離，共有44人搭乘。這是右舷最後一艘出發的救生艇，甲板上的大部分人群都向船尾移動，因為鐵達尼號的船首已經深入水中。一群服務員和三等艙乘客試圖進入救生艇，但是被事務長休·理查·沃爾特·麥克爾羅伊驅趕，而一副威廉·默多克試圖阻止人群失控。兩名頭等艙乘客休·伍爾納和瑞典實業家莫里茨·哈卡恩·布喬恩斯特羅姆-斯特法森加入協助，拖走兩名已經進入救生艇的服務員。在他們倆人的幫助下，大副亨利·魏爾德和一副威廉·默多克迅速裝載了救生艇。白星航運董事長約瑟夫·布魯斯·伊斯梅也協助將婦女和兒童聚集到C折疊艇，正在觀察右舷的船長愛德華·約翰·史密斯命令舵手喬治·湯瑪斯·羅維指揮該艇。在大副亨利·魏爾德多次呼籲婦女和兒童進入之後，一些男性佔用了救生艇的剩餘空間——包括布魯斯·伊斯梅，他最終拯救自己的決定造成非常大的爭議。當它降下時，鐵達尼號正在向左舷傾斜，因此C折疊艇不斷與船體相撞，乘客用他們的手和槳推離船側。當鐵達尼號完全沉沒時，布魯斯·伊斯梅轉過頭去，無法直視震撼的場景。大約5時45分左右，卡柏菲亞號救起C折疊艇的人。

### 2號救生艇（左舷）
2號救生艇準備裝載時，二副查爾斯·萊托勒發現一群男子坐在裡面，便持槍對準他們大罵：「離開那裡，你們這些懦夫！全都給我滾」，因此有幾個人逃跑了，萊托勒並未開槍，因為他的手槍當時還未裝彈。2號救生艇於1時45分降下，共有24人搭乘。乘客主要是女性，還有一名三等艙男乘客安東·金克（Anton Kink），他與妻女一起撤離。萊托勒令四副約瑟·博士爾指揮該艇。當鐵達尼號於2時20分沉沒時，四副約瑟·博士爾詢問2號救生艇的女性乘客們，是否願意回去事故現場拯救落海者，但是她們表示不願意；這令他費解，因為不久前，這些女性在甲板上曾懇求讓她們的丈夫陪伴，但現在卻不想回去拯救他們。4時10分，2號救生艇是第一艘獲得卡柏菲亞號救援的船。

### 10號救生艇（左舷）
10號救生艇於1時50分左右下水，由幹練水手愛德華·約翰·布利指揮該艇，乘坐35人。此時鐵達尼號正在往左傾斜，傾斜角度在甲板和左舷救生艇之間造成大約0.9公尺的間隙，因此從左舷這一側降下救生艇變得十分困難。一名年輕的法國女子試圖登艇時一腳踩空，她抓住救生艇邊緣懸在半空，然後餐廳服務員威廉·伯克將她拉回船上；她後來第二次嘗試時安全登上了救生艇。鐵達尼號顯然很快就要沉沒，這種普遍認知導致救生艇裝載的緊迫性增加；成年人紛紛將孩童們丟上救生艇，一名女乘客情急之下將一名嬰兒扔進去給救生艇上的人抓住。五副哈羅德·羅威後來將一名男乘客描述為「瘋狂的義大利人」，當救生艇降下時，這位男乘客突然衝出，跳入10號救生艇。在10號救生艇上的包括最年幼的鐵達尼號乘客——9周大的米爾維娜·迪安，她後來成為最後一位在世的生還者。她與母親伊娃·喬琪特·迪安和哥哥伯特倫·維爾·迪安後來轉移到另一艘救生艇上，幾小時後抵達卡柏菲亞號時，10號救生艇上有55人。這是倒數第二艘獲救的救生艇，在上午8時由卡柏菲亞號接走。

### 4號救生艇（左舷）
4號救生艇與10號救生艇同時降下，由二副查爾斯·萊托勒監督，並任命舵手沃爾特·約翰·佩克斯指揮該艇，乘坐42人。船長愛德華·史密斯曾建議乘客應該從A層甲板登艇（而不是小艇甲板）；然而，船長忘記鐵達尼號與她的姊妹艦奧林匹克號有些許不同——A層甲板前端安裝了帶有滑動窗戶的鋼製隔板，所以它的走廊並非開放式。二副查爾斯·萊托勒下令打開所有隔板上的窗戶，並繼續處理其他救生艇。不過經過嘗試後，窗戶出乎意料的難以打開，並且為了解決這些問題，一堆躺椅被用作臨時樓梯，讓乘客可以爬上窗戶進入救生艇。
乘客包括美國千萬富豪約翰·雅各·阿斯特四世的妻子瑪德琳·阿斯特，她經歷了漫長的等待，在海濱長廊和小艇甲板之間來回穿梭，因為裝載的計劃臨時變動。她在她的丈夫幫助下，與她的女僕和護士登上4號救生艇，約翰·雅各·阿斯特四世問二副查爾斯·萊托勒是否可以陪伴她搭乘，萊托勒拒絕了，並告訴他：「這艘船的女人都上船後，才輪到男人」。阿斯特四世告訴他的妻子：「大海很平靜，妳會沒事的，有人妥善照顧妳，我們早上見」，他最終在災難中喪生。
4號救生艇下水後，按照二副查爾斯·萊托勒的命令——前往梯口通道接載更多的乘客，舵手沃爾特·約翰·佩克斯沿著鐵達尼號的側面尋找開放的梯口通道，但梯口通道的門一直沒有打開。4號救生艇在16號救生艇的吊艇架附近，救起兩名落海的加油工湯瑪斯·雷恩傑和弗雷德里克·威廉·史考特。然後它開始遠離鐵達尼號，以避免預期的沉船吸力。後來救起第三名落海者——司燈山繆·歐內斯特·海明，他游到大約200公尺外的4號救生艇旁。在鐵達尼號沉沒之後，4號救生艇立即划回殘骸現場拯救更多的倖存者，是所有20艘救生艇中立即嘗試救人的。這艘救生艇從海水中救起了6到7個人（加煤工湯瑪斯·派屈克·迪隆、幹練水手威廉·亨利·萊昂斯、客房服務員安德魯斯·奧爾·坎寧漢和安德魯·奧爾·坎寧漢、倉庫管理員法蘭克·溫諾德·普倫蒂斯，以及一兩個身份不明的落海者）。安德魯·奧爾·坎寧漢和威廉·亨利·萊昂斯後來因失溫症死在救生艇上。後來當其他人從14號救生艇和D折疊挺轉移過來時，乘客人數增加。當它在上午8時左右獲得卡柏菲亞號救援時，大約有60人坐在裡面。

### D折疊艇（左舷）

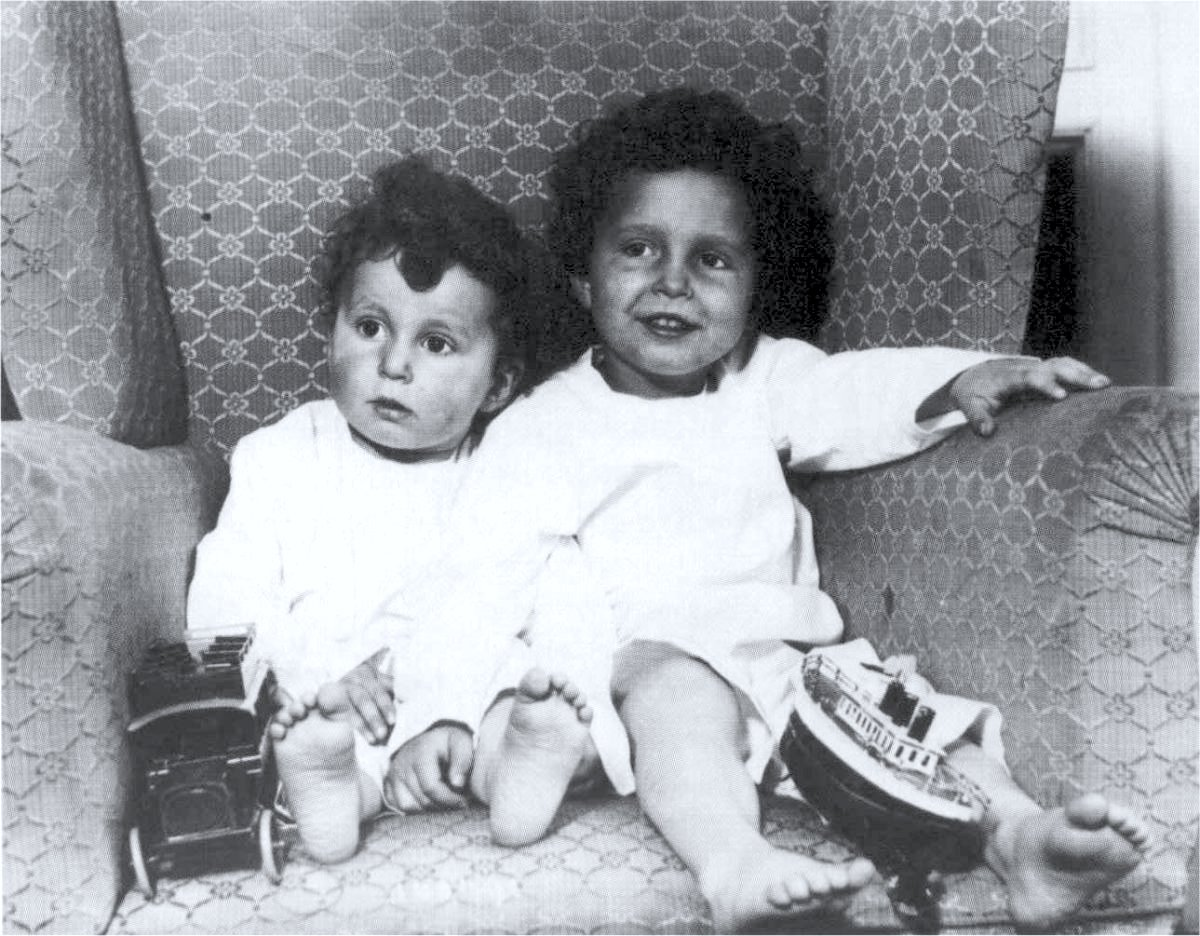
搭乘D折疊艇的「鐵達尼號孤兒」——麥可·馬塞爾·納瓦雷蒂（右）和愛德蒙·羅傑·納瓦雷蒂（左）。

當D折疊艇於2時05分降下時，鐵達尼號上仍有大約1,500人還未撤離，該救生艇只能容納47人，二副查爾斯·萊托勒拔出手槍，指示船員在救生艇旁圍成一圈，只允許婦孺通過。一名自稱路易斯·霍夫曼（Louis Hoffman）的斯洛伐克裁縫帶著兩個小男孩穿過警戒線，他的真名是麥可·納瓦雷蒂（Michel Navratil），他從妻子那裡綁架了他的兒子並試圖將他們帶到美國，但是他最終沒有登上救生艇並在沉沒時死亡。這兩個小男孩的身份在沉沒後一段時間內是一個謎，因此外界稱為「鐵達尼號孤兒」，一直到麥可·納瓦雷蒂的妻子從世界各地流傳的照片中認出他們時才解決謎團。這兩個男孩中較年長的是麥可·馬塞爾·納瓦雷蒂，是最後一個在世的男性生還者。頭等艙乘客伊迪絲·柯斯·埃文斯放棄了她在救生艇上的位置給另一位頭等艙乘客卡羅琳·蓮恩·布朗，後者成為從吊艇架登上救生艇的最後一名乘客。伊迪絲·柯斯·埃文斯成為四名罹難頭等艙女乘客之一。
最後，D折疊艇在舵手亞瑟·約翰·布萊特的指揮下離開甲板時，大約有25人搭乘。兩名頭等艙男乘客休·伍爾納和莫里茨·哈卡恩·布喬恩斯特羅姆-斯特法森從已經開始淹沒的A層甲板上中跳進正在降下的D折疊艇。另一名頭等艙男乘客弗雷德里克·馬克斯菲爾德·霍伊特曾經把他的妻子放進D折疊艇，之後立即跳入水中，後來爬上了D折疊艇。當大約10-12名生還者從另一艘救生艇轉移到D折疊艇時，乘客人數增加。大約早上7時15分左右，卡柏菲亞號救起D折疊艇的人。

### B折疊艇（左舷）

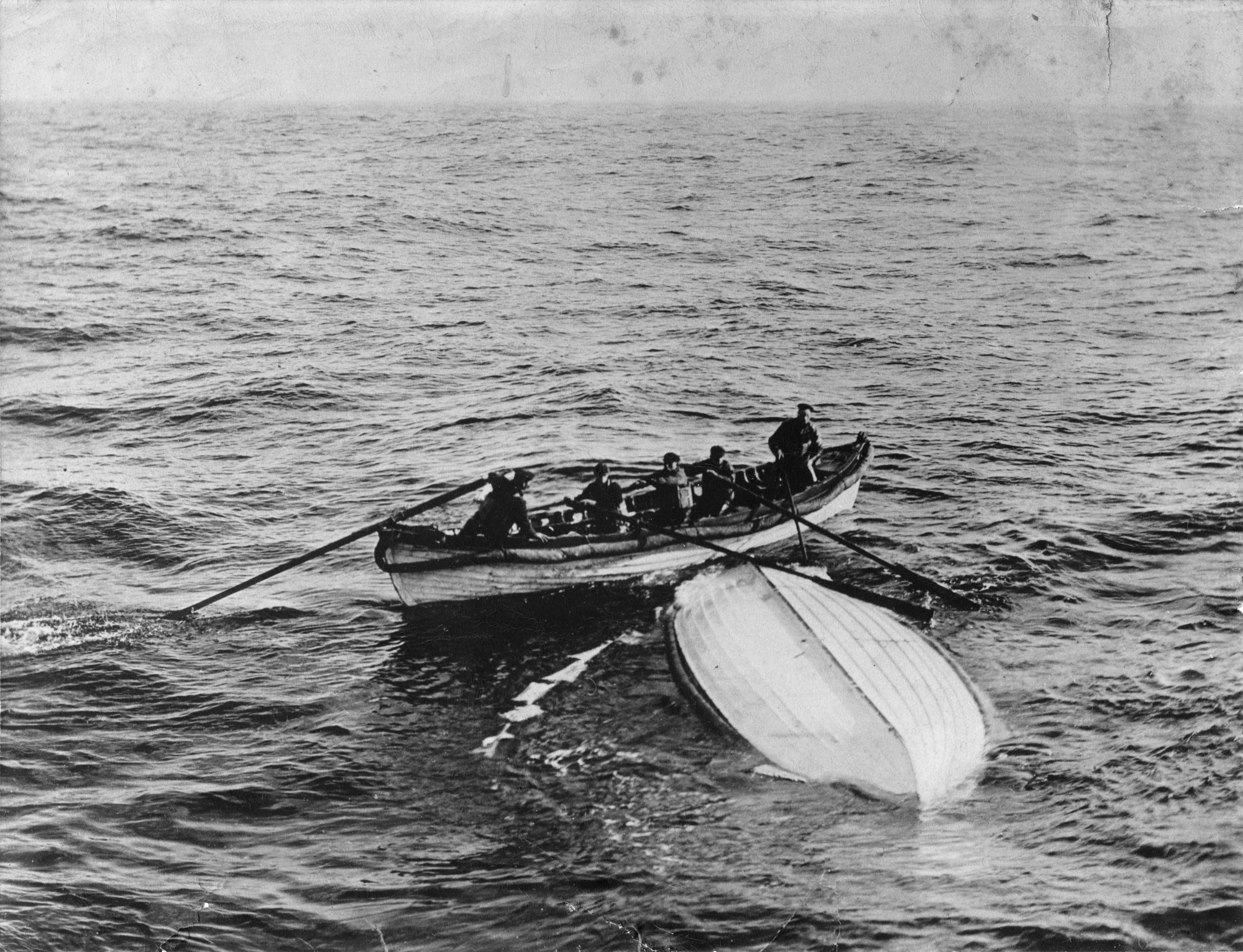
B折疊艇，這張照片由後來前往搜索遺體的麥凱-貝內特號船員拍下。

截至2時12分，大副亨利·魏爾德、一副威廉·默多克、二副查爾斯·萊托勒、六副詹姆斯·穆迪、幾名水手和幾名男性乘客正在努力從海官起居艙頂部取下A與B折疊艇，由於專用器械早已淹沒在船首內部的倉庫裡，他們只能把船槳和桅杆擺放成臨時斜坡，嘗試將這兩艘折疊艇滑到小艇甲板上；但由於折疊艇相當重，在過程中壓斷了船槳和桅杆，最後翻倒在甲板上。雖然它抵達了小艇甲板，但是處於倒置狀態，而且沒有時間將它的厚帆布側面正確架起，因為鐵達尼號進入她的最後時刻並快速沉入海中——海水沖過小艇甲板，將翻倒的救生艇和許多人掃入大海，B折疊艇還蓋住了初級電報員哈羅德·布萊德。由於鐵達尼號在水中增加的傾斜角度，使得1號煙囪在自身重量（50至60公噸）的作用下坍塌，撞擊落海者的區域並將B折疊艇推離沉沒中的鐵達尼號。隨著快速沉沒，B折疊艇停留在數百位落海者身旁，有數十人爬上它的底部，包括二副查爾斯·萊托勒，然後他開始指揮該艇。在上面的還有頭等艙乘客傑克·賽耶（他的母親與女僕在4號救生艇上得救，但其父親罹難）、軍事歷史學家阿奇博·格雷西四世上校，後來寫了一篇關於這場災難的暢銷書。首席麵包師查爾斯·賈克林在天亮後也曾攀附在B折疊艇旁邊。哈羅德·布萊德設法逃離船底下，並爬上B折疊艇的底部。
B折疊艇上的人度過了痛苦煎熬的一夜，傑克·賽耶回憶道：「我們站著、坐著、跪著、躺著，想盡辦法待在所有可能的位置，只為了在船板上獲得半英寸的浮力，這是我們避免摔進冰水中的唯一辦法。我跪著，一個男人也跪在我的腿上，雙手搭在我肩膀上，有人也搭在他身上。一旦找到可以堅持住的位置後，我們就無法移動了。電報員哈羅德·布萊德躺在我面前，他的雙腳卡在水裡的軟木碰墊上，大概水下2英尺。...在這段時間裡，沒有人敢亂動，因為我們不知道救生艇什麼時候會翻倒，把我們全部扔進大海。船底的浮力逐漸減弱，使我們越來越沉入水中」。
隨著B折疊艇下方的空氣洩漏，它逐漸沉入水中。天亮後，海面上開始出面波浪，導致B折疊艇搖晃並失去更多寶貴的浮力。二副查爾斯·萊托勒組織船體上的人員在中心線的兩側平行排成兩排，面向船頭，並教導他們一起轉移位置來改變重心、抵消傾斜，防止折疊艇翻倒或淹沒。他們直接暴露在冰冷的海水中，首先淹到他們的腳，然後到他們的腳踝，最後淹到膝蓋。一些人的體力和身體狀況無法再撐下去，他們一個接一個失去意識，倒在海水中死亡。罹難者可能包括高級電報員傑克·菲利浦和三等艙乘客大衛·李維辛，他們的屍體第二天早上帶到卡柏菲亞號。日出後，B折疊艇上有28名男子活著，4號和12號救生艇大約在6時30分發現瀕臨沉沒的B折疊艇，並將他們安全轉移過去。

### A折疊艇（右舷）

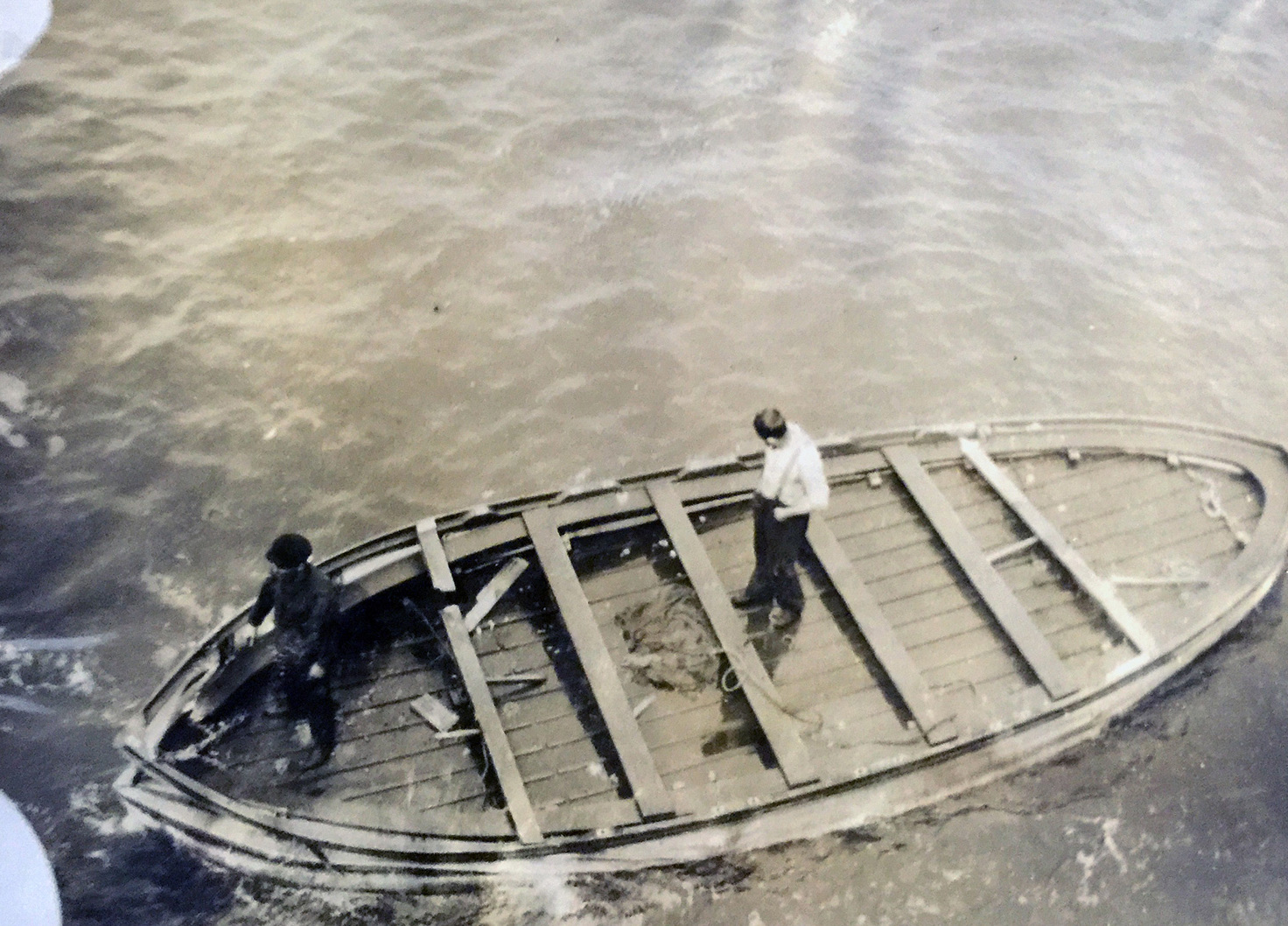
A折疊艇，拍攝於1912年5月13日。

一副威廉·默多克和六副詹姆斯·穆迪等人在最後時刻，將A折疊艇以正確的方式滑落到小艇甲板，但是立即遭遇鐵達尼號迅速沉沒時造成的海浪，海水將這些人和救生艇掃離原位。在混亂中，A折疊艇兩側的厚帆布邊也沒有正確架起，而且部分淹沒，非常不穩。沉沒之後，幾名落海者（大概20人以上）找到被沖走的A折疊艇，直立在水中，它的乘客不得不在30公分高的冰水中坐等好幾個小時，許多人在夜間死於體溫過低（至少7到8個人，包括頭等艙乘客湯森·貝帝、三等艙乘客亞瑟·奧基夫、愛德華·班特松·林德爾和艾琳·格爾達·林德爾，以及幾名生火員）因體溫過低或跌落大海而死亡。當生還者被轉移到D折疊艇時，只剩下大約12或13個人還活著，三等艙乘客羅達·瑪麗·艾伯特在水中失去了兩個年幼的兒子，是A折疊艇唯一存活的女性。卡柏菲亞號救援之後，已經死亡的湯森·貝帝、一名生火員和一名水手的屍體留在A折疊艇上，直到5月13日才由另一艘白星航運的輪船海洋號收回，就地海葬。

## 回收・處置

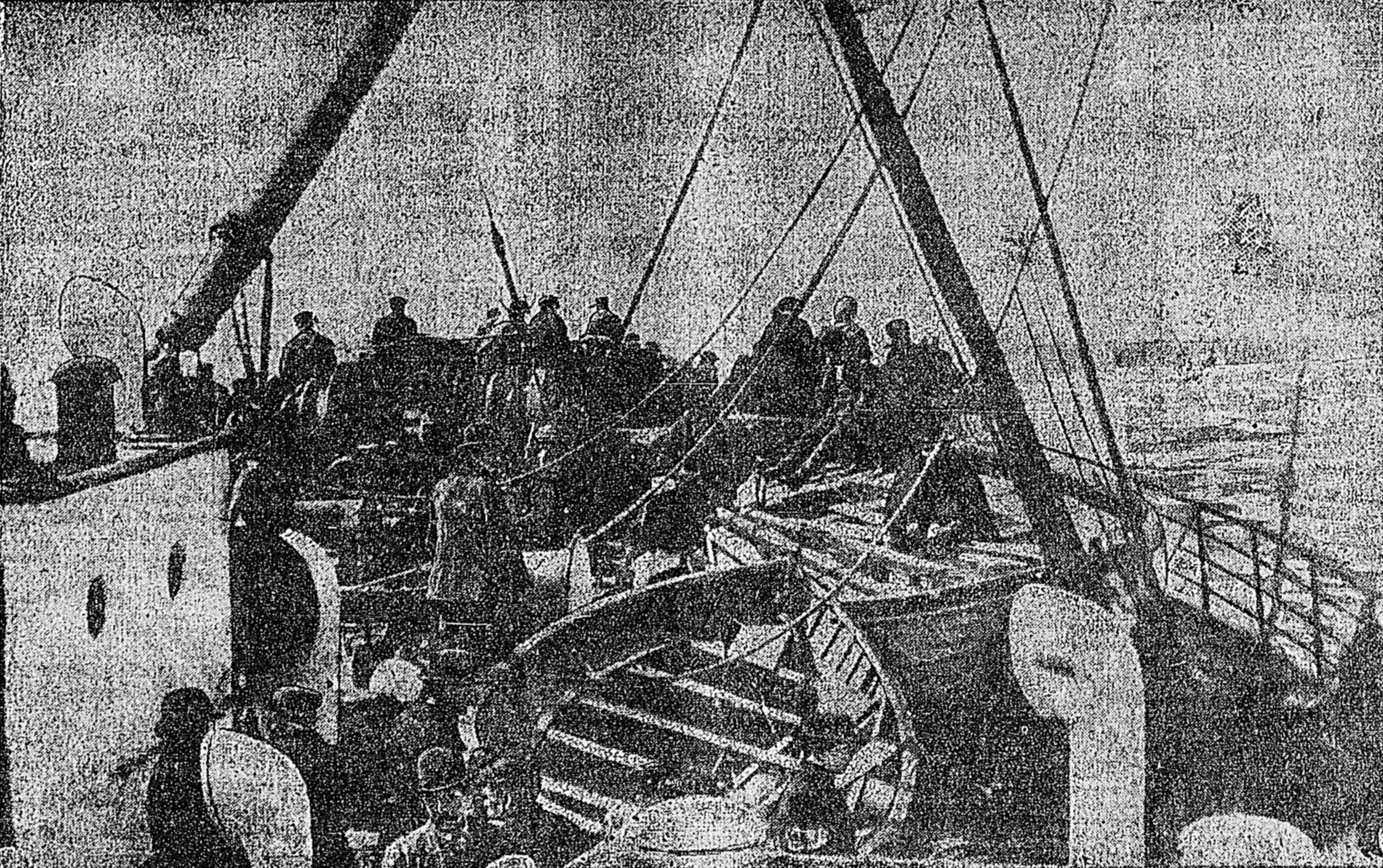
4月15日上午，鐵達尼號的部分救生艇散落在卡柏菲亞號的甲板上。

鐵達尼號的生還者們經歷了一個寒冷的夜晚，直到4月15日早晨獲得卡柏菲亞號救援。4時10分，第一個回收的是2號救生艇；8時15分，最後一個回收的是12號救生艇。最後總計有12艘救生艇帶上卡柏菲亞號（1號、2號、3號、5號、6號、7號、8號、9號、10號、11號、12號、13號），其餘8艘救生艇沒有回收，漂流在事故海域。事故幾天後，前往現場搜索遺體的加拿大海底電纜維修船麥凱-貝內特號發現B折疊艇，試圖將其回收但失敗了，最後遺棄在原位。
卡柏菲亞號回收的12艘救生艇帶到紐約白星航運的59號碼頭，紀念品獵人很快將它們的大部分設備剝離。白星航運派人拆除將所有救生艇上的鐵達尼號銘牌，這些銘牌預估價值為930英鎊（4,972美元），後來成為援助生還者的資金之一。救生艇是當時從鐵達尼號中唯一可回收的物品，它們於1912年5月23日離開紐約，由奧林匹克號帶回英國，然後被摧毀或悄然重新分配給其他船隻。
雖然現在沒有任何原始救生艇留存，但仍然可以看到一些倖存的配件，例如紀念品獵人從一艘救生艇拆下的青銅白星航運銘牌，現在於美國麻薩諸塞州春田市印第安果園的鐵達尼號歷史學會博物館展出。北愛爾蘭貝爾法斯特的鐵達尼號紀念館展出了一艘全尺寸複製救生艇。